# Thecturota histrio
Thecturota histrio är en skalbaggsart som beskrevs av Thomas Casey 1911. Thecturota histrio ingår i släktet Thecturota och familjen kortvingar. Inga underarter finns listade i Catalogue of Life.